# 3605 Davy
3605 Davy eller 1932 WB är en asteroid i huvudbältet som upptäcktes 28 november 1932 av den belgiske astronomen Eugène Joseph Delporte i Uccle. Den har fått sitt namn efter Davy DeWinter.
Asteroiden har en diameter på ungefär 5 kilometer och den tillhör asteroidgruppen Flora.